# Het sadistische universum
Het sadistische universum is een in december 1964 verschenen collectie beschouwend proza van Willem Frederik Hermans, voornamelijk essays, maar ook enkele impressies en reisnotities. Sommige onderdelen hebben een voor beschouwend werk aanzienlijke bekendheid verworven: de poëticale beschouwingen 'Experimentele romans' en het vanaf de vijfde druk toegevoegde essay 'Antipathieke romanpersonages', en het filosofische essay 'Wittgenstein's levensvorm'.

## Inhoud
De bundel bestaat uit drie afdelingen, die worden begeleid met een voorwoord en worden afgesloten met wat bibliografische aantekeningen.
De eerste afdeling, 'Zwarte schapen' genaamd, bestaat uit dertien beschouwingen over literaire onderwerpen. Het betreft beschouwingen over individuele auteurs, enkele overwegingen van algemeen literair-technische aard, en twee essays waarin Hermans zijn poëticale opvattingen formuleert respectievelijk uiteenzet hoe die met zijn werkelijkheidsconceptie samenhangen. In deze afdeling komen aan bod onder meer Markies de Sade (het titelessay), Rudolf Erich Raspe, Multatuli, de filmkunst in Nederland, het detectiveverhaal.
De tweede afdeling, 'Kleine protocollen', telt negen stukken van enkele bladzijden elk, waarin niet de literatuur maar de wereld centraal staat. Impressies van Rome en de Etna, dagboeknotities van een tocht door Spanje.
De derde afdeling, 'Wittgenstein's levensvorm', bestaat alleen uit de gelijknamige beschouwing, de langste uit het boek en Hermans' eerste publicatie over de filosoof Ludwig Wittgenstein. Onderwerp is Wittgensteins postuum verschenen Philosophische Untersuchungen (1953).

## Genre
In het voorwoord omschrijft Hermans de bundel niet als een collectie essays, maar als 'een verzameling prozastukken', een neutrale term waaronder ook verhalend werk begrepen kan worden. Inderdaad lijken enkele stukken eerder een verhaal dan een essay, omdat daarin een fictieve ik-persoon aan het woord lijkt. Alleen al uit de titels van 'Monoloog van een paardenliefhebber' en 'Monoloog van een anglofoob' blijkt dat de ik-personen niet een portret van hun onderwerp maar van zichzelf ten beste geven en iets dergelijks geldt ook voor 'Achter borden Verboden Toegang'.

## Publicatiegeschiedenis
Alle stukken waren al eerder verschenen in kranten en tijdschriften als Het Vrije Volk, Algemeen Handelsblad, Podium, Litterair Paspoort, Gard sivik. Het titelessay is het oudste stuk: het verscheen gedeeltelijk in 1949 en in 1951. Ook 'De zwarte humor van de baron Von Münchhausen' dateert uit 1951. De meeste essays dateren uit het begin van de jaren zestig.
Het stuk 'Eerste reis naar Spanje' was onder de titel 'Uit een dagboekje' verschenen in Vacantieclopedie. 'Monoloog van een paardenliefhebber' was onder de titel 'Het paard' verschenen in Schrijversalmanak voor het jaar 1954. 'Een Nederlandse detectivefilm' was onder de titel 'Misdaadfilms? Niets voor Nederland!' verschenen in Symbiose.
Het essay 'Antipathieke romanpersonages' werd pas vanaf de vijfde druk toegevoegd. Ook het nummer '1' uit de titel stond er niet vanaf het begin, maar was een toevoeging nadat Hermans in 1970 Van Wittgenstein tot Weinreb. Het sadistische universum 2 publiceerde.

## Waardering en invloed
De poëticale essays uit de bundel werden en worden vaak aangehaald, niet alleen in studies over Hermans maar ook in de literatuurgeschiedschrijving. Daarom mogen deze essays beeldbepalend worden genoemd voor de literatuuropvatting van Hermans.
Het essay 'Antipathieke romanpersonages' wordt beschouwd als een uiteenzetting waarvan het belang de individuele poëtica ontstijgt. In hun studie over Literatuur en moderniteit in Nederland 1840-1990 gebruiken cultuurwetenschappers Frans Ruiter en Wilbert Smulders het essay als illustratiemateriaal om de veranderende verhouding tussen kunstenaar en burger in het algemeen te schetsen, aan de hand van het citaat: 'De schrijver spreekt hardop uit wat het publiek altijd wel geweten heeft, maar heeft verzwegen, wat het gedroomd heeft, maar bij het ontwaken verdrongen.' Volgens de onderzoekers stelt Hermans zich 'op een genivelleerde manier elitair op. De schrijver heeft weliswaar meer lef dan zijn publiek, maar is verder niet wezenlijk anders.'
Literatuurwetenschapper Thomas Vaessens haalde in zijn studie over De geschiedenis van de moderne Nederlandse literatuur uit 2013 twee beroemde passages uit het essay 'Experimentele romans' aan, in zijn hoofdstuk over 'het realistische frame'. 'Zo is er de bekende uitspraak,' aldus Vaessens, 'dat er in een literair werk geen mus van het dak mag vallen zonder dat het in het verhaal of de structuur van het werk een functie heeft.' Want volgens Hermans ging het er in een 'klassieke roman' om dat 'alles wat gebeurt en alles wat beschreven wordt, doelgericht is.' Ook citeert Vaessens de beroemde zin: 'Romanschrijven is wetenschap bedrijven zonder bewijs.'